# Poa lipskyi
Poa lipskyi är en gräsart som beskrevs av Roman Julievich Roshevitz. Poa lipskyi ingår i släktet gröen, och familjen gräs. Inga underarter finns listade i Catalogue of Life.